# B. K. S. Iyengar

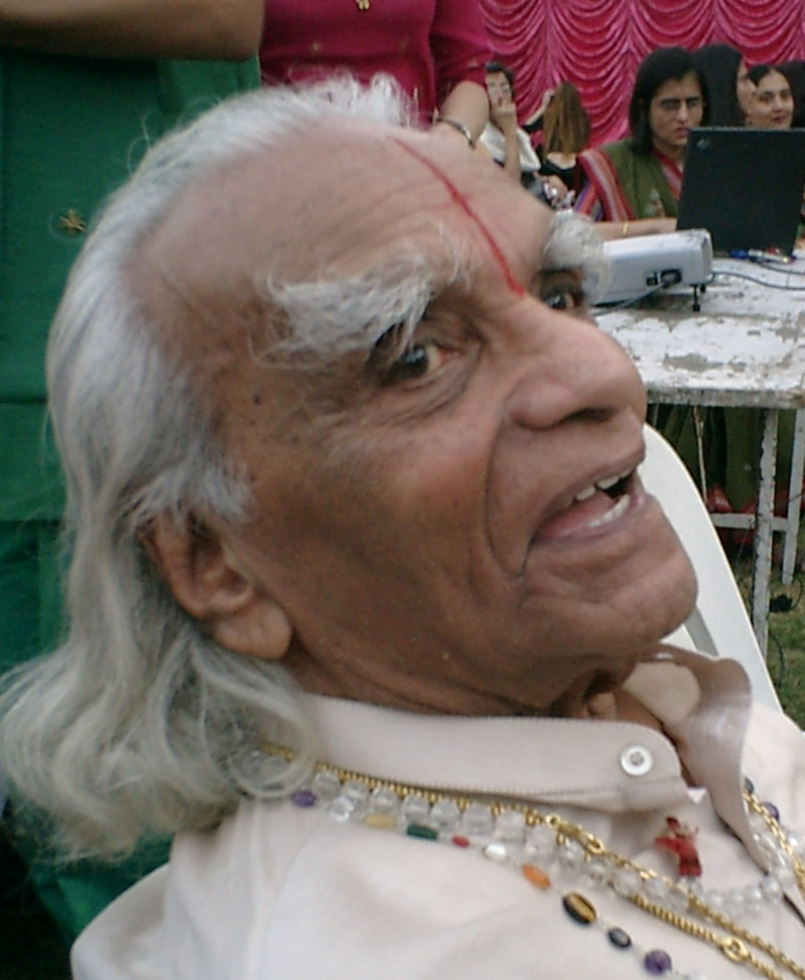
B. K. S. Iyengar (2004)

B. K. S. Iyengar (Bellur Krishnamachar Sundararaja Iyengar; * 14. Dezember 1918 in Bellur, Karnataka; † 20. August 2014 in Pune) war ein indischer Yoga-Lehrer und Gründer des Iyengar Yoga, einer Form des Hatha Yoga. Iyengar ordnete die Asanas systematisch. Er galt als einer der führenden Yoga-Lehrer weltweit und praktizierte und lehrte Yoga über mehr als 75 Jahre. Er schrieb zahlreiche Bücher über Praxis und Philosophie des Yoga. Seine bekanntesten Werke sind „Licht auf Yoga“, „Licht auf Pranayama“ und „Light on the Yoga Sutras of Patanjali“.
Im Jahr 2004 wurde Iyengar vom Time Magazine als einer der 100 einflussreichsten Menschen der Welt genannt.

## Frühe Jahre
B. K. S. Iyengar wurde am 14. Dezember 1918 als elftes von dreizehn Kindern geboren. Die weitverzweigte Familie Iyengar war verarmt, gehörte aber der Brahmanenkaste an. Iyengar kam schwach und kränkelnd zur Welt und litt während seiner Kindheit an mehreren Krankheiten wie Malaria, Tuberkulose, Typhus sowie allgemeiner Unterernährung. 1923 zog die Familie nach Bangalore. Sein Vater war Lehrer und starb 1927.
Mit 15 Jahren wurde er Schüler seines späteren Schwagers, des Yogis T. Krishnamacharya in Mysuru, und lernte dort die Asanas. Bald verbesserte sich sein Gesundheitszustand und er wurde schließlich völlig geheilt. Auf Anregung von Krishnamacharya ging Iyengar 1937 nach Pune, um dort Yoga zu lehren.
In vielen Stunden täglicher Übungen und experimentellem Selbststudium verschiedener Techniken entwickelte er seinen unorthodoxen Stil. Er verbesserte seine Methoden und steigerte dadurch die Zahl seiner Schüler und seine Bekanntheit. Er verwendete Hilfsmittel wie Kissen, Stühle, Seile, Holzklötzchen usw., um die Wirkung von Asanas zu steigern oder Probleme der Ausübung aufgrund von Behinderungen zu umgehen.
1943 heiratete er, nach althergebrachter indischer Tradition, in einer arrangierten Hochzeit die sechzehnjährige Ramamani. Er sprach später von seiner Heirat: „We lived without conflict as if our two souls were one.“ Sie hatten fünf Töchter und einen Sohn. Ramamani starb 1973 im Alter von sechsundvierzig Jahren.

## Internationale Anerkennung
1952 suchte ihn Yehudi Menuhin auf, um bei ihm Yoga zu praktizieren. Er freundete sich mit ihm an und überredete Iyengar, in London, der Schweiz, in Paris und anderen Orten zu lehren. Durch seine Demonstrationen und Kurse begegneten viele Menschen aus dem Westen dem Yoga zum ersten Mal, Yoga wurde allmählich bekannt. 1966 veröffentlichte Iyengar Light on Yoga. Das Buch wurde in viele Sprachen übersetzt und international zum Standardwerk. Dadurch wurde Yoga international populär. Rasch wurde Hatha-Yoga die am meisten praktizierte Form des Yoga in Europa und den USA. Zu seinen Schülern gehörten unter anderem Jiddhu Krishnamurti, Aldous Huxley und die damals über achtzigjährige Königin Elisabeth von Belgien.
1975 eröffnete er in Pune in Erinnerung an seine kurz zuvor verstorbene Frau das Ramamani Iyengar Memorial Yoga Institute. Er zog sich 1984 aus dem regulären Lehrbetrieb zurück, blieb aber weiterhin in seinem Institut sehr aktiv, lehrte spezielle Klassen und schrieb Bücher. Die Leitung des Instituts übernahmen nach seinem Tod seine Tochter Geeta (1944–2018) und sein Sohn Prashant (* 1949). 2008 gab es in 49 Ländern Yoga-Studios unter seinem Namen.
Im Jahr 2002 wurde er mit dem Padma Bhushan und 2014 mit dem Padma Vibhushan geehrt. Er starb im August 2014 in Pune im Alter von 95 Jahren.

## Werke
- 1966. Light on Yoga – Yoga Dipika. dtsch: Licht auf Yoga, 1969, umfassend neu bearbeitet 1993.
- 1981. Light on Pranayama – Pranayama Dipika. dtsch: Licht auf Pranayama, 1984.
- 1988. The Tree of Yoga – Yoga Vriksha. dtsch: Der Baum des Yoga, 1991.
- 1993. Light on the Yoga Sutras of Patanjali – Patanjala Yoga Pridipika.
- 2001. Yoga – The path to holistic health. 2001 (deutsch Yoga. Der Weg zu Gesundheit und Harmonie. Übersetzt von Gerhard Dennig u. a. Dorling Kindersley Verlag, München, ISBN 3-8310-0219-3).
- 2005. Light on Life. deutsch: Licht fürs Leben, 2007.